# L'Hebdo
Pour les articles homonymes, voir L'Hebdo (homonymie).

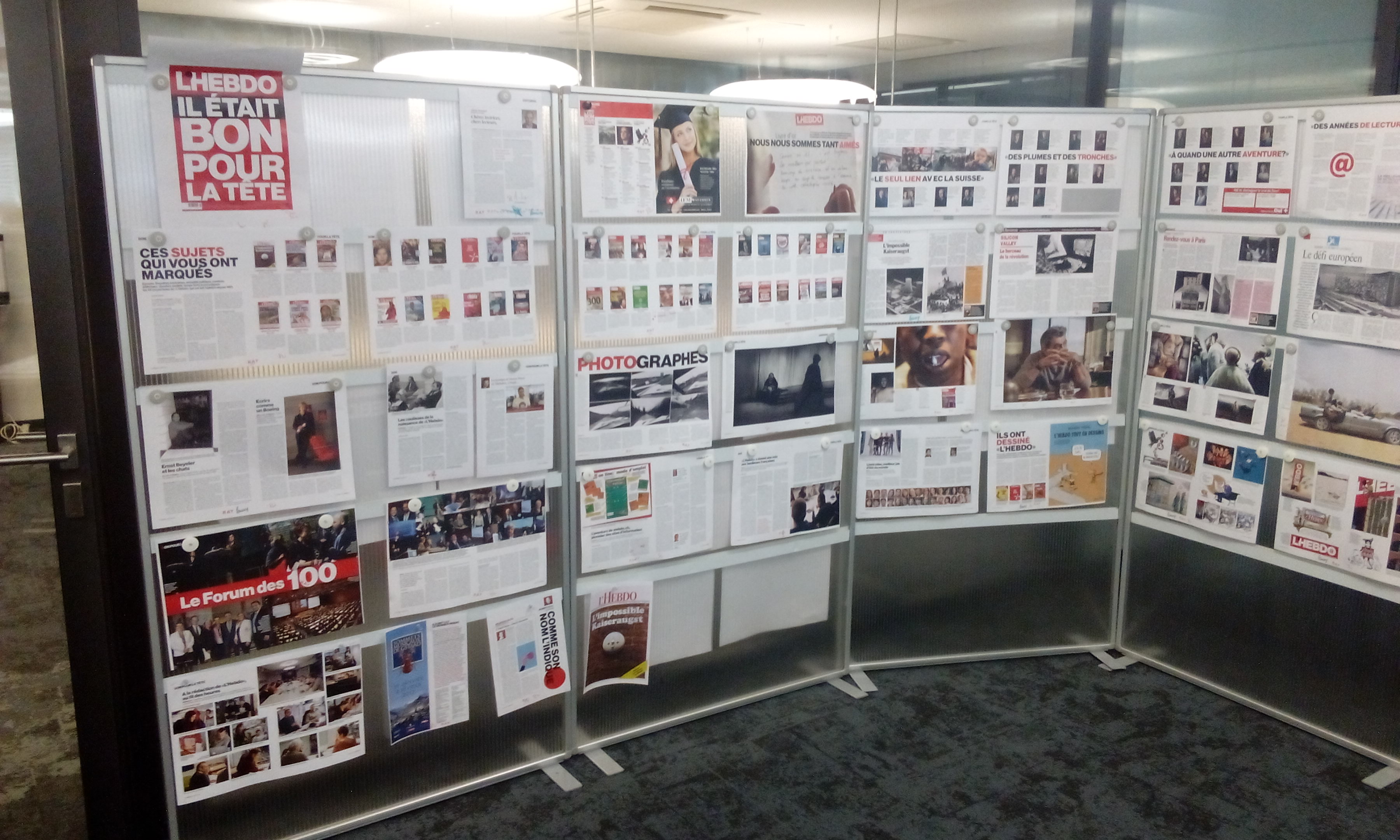
Les pages du dernier numéro de l'Hebdo.

L'Hebdo était un magazine suisse édité à Lausanne appartenant au groupe de presse Ringier. Fondé en septembre 1981 et publié pour la dernière fois le 3 février 2017, l'Hebdo traite de l'actualité suisse et internationale avec une ligne de centre gauche.

## Histoire
(juillet 2025).
Si vous disposez d'ouvrages ou d'articles de référence ou si vous connaissez des sites web de qualité traitant du thème abordé ici, merci de compléter l'article en donnant les références utiles à sa vérifiabilité et en les liant à la section « Notes et références ».
L'Hebdo est lancé en 1981. Son but est de raconter ce qui se passe dans le monde, réfléchir à l'avenir que se construit la Suisse et enfin de tenter de décloisonner ce pays en dépassant le cantonalisme un peu étroit. Son fondateur et premier rédacteur en chef est le journaliste Jacques Pilet. En 1991, Jean-Claude Péclet lui succède jusqu'en 1995. À cette date, le magazine est dirigé pendant deux ans par Eric Hoesli. Entre 1997 et 2002, Ariane Dayer est la première femme rédactrice en chef de L'Hebdo. Licenciée par la direction de Ringier, elle est remplacée par Alain Jeannet début 2003.
En 2005, L'Hebdo connaît une soudaine notoriété internationale grâce au Bondy Blog, une expérience journalistique consistant à envoyer des journalistes de la rédaction à Bondy en Seine-Saint-Denis en pour tenter de comprendre le malaise des banlieues françaises, à la suite des violences urbaines du mois de novembre. Cette démarche de l'hebdomadaire suisse est un pied de nez aux médias français, souvent accusés d'être déconnectés des réalités des banlieues. Grâce à cette expérience au cours de laquelle le journaliste Paul Ackerman est agressé, les internautes peuvent découvrir la vie dans les banlieues de l'intérieur sous un autre éclairage que celui habituel de la violence.
La version papier du magazine est disponible à la vente en Suisse uniquement, mais du fait de cette notoriété, de nombreuses voix[Qui ?] réclament sa publication dans les autres pays de l'espace francophone. Mix & Remix dessine pour la version en ligne du magazine.
Ce journal atteint un sommet de plus de 60 000 exemplaires vendus dans les années 1990 puis son tirage baisse, à 51 000 en 2001 et à 44 979 en 2008.

## Fin de publication
L’Hebdo paraît pour la dernière fois le 3 février 2017, décision prise par Ringier en raison du « recul incessant des recettes publicitaires et des ventes et d’un contexte économique aux perspectives défavorables »,. La suppression du titre est accompagnée de 37 licenciements. Fin 2016, le titre était tombé à moins de 10 000 abonnés.
Le dernier numéro du magazine retrace son histoire et ses unes marquantes. Reprenant sa devise, il est titré : L'Hebdo, il était bon pour la tête. Après la fermeture de L'Hebdo, des journalistes mènent une campagne de financement participatif qui leur permet de récolter 100 000 francs en un jour et 230 000 francs en cinq semaines Le nouveau média en ligne romand Bon pour la tête est  lancé le 21 juin 2017,.

## Archives
Les archives du magazine ont été sauvegardées sur plusieurs plateformes : les archives papier ont été numérisées et sont disponibles sur Scriptorium ; les archives web ont été sauvergardées en 2017 par la Bibliothèque nationale suisse et sont disponibles depuis les salles de lecture de cette dernière et de certaines bibliothèques cantonales sur e-Helvetica.

## Personnalités liées
- Hamida Aman (1973-), entrepreneuse et journaliste suisso-afghane. Elle a commencé sa carrière comme stagiaire à L'Hebdo.